# 世界棒壘球總會壘球部
世界棒壘球總會壘球部（WBSC Softball Division）是原国际垒球總會（西班牙语：Federación Internacional de Softbol，1952年－2013年）改制而來的国际垒球管理机構，隸屬世界棒壘球總會。
主辦賽事奧運會女子壘球世界锦标赛的女子和男子快速垒球，青年女子和的青年男子（19岁及以下），女子、男子和男女混合慢速垒球，以及女子与男子的改良垒球（modified pitch）。也支援地区锦标赛，并对地区锦标赛给予技术上的支持。

## 併入世界棒壘球總會
國際奧會（IOC）決定2012年和2016年暫停奧運會女子壘球賽後。壘總積極為重返奧運而努力；2012年7月會長波特和時任國際棒總（IBAF）會長法卡利協商後決定二總會擬合併以利返奧。同年10月31日ISF召開臨時會；經表決以44比30票通過和IBAF合併。
2013年4月14日，原國際棒總（IBAF）在日本召開末代執委會通過世界棒壘球總會（WBSC）憲章並公布標誌。WBSC正式成立。原ISF會長波特和原IBAF會長法卡利任創會共同主席，ISF正式走入歷史。

## 現今
2013年9月WBSC網站上線，但仍保留原壘總網頁。並從美國搬遷到瑞士洛桑WBSC總部改制至今。
2015年11月WBSC網站改版，原壘總網頁下線關閉。

## 外部連結
- WBSC Softball Division